# Elaphoglossum pendulifolium
Elaphoglossum pendulifolium là một loài thực vật có mạch trong họ Lomariopsidaceae. Loài này được Tagawa mô tả khoa học đầu tiên năm 1951.